# Torneo Regional 1982-83
El Torneo Regional 1982-83 fue la decimoséptima edición de este torneo, organizado por el Consejo Federal de la Asociación del Fútbol Argentino. Su objetivo era clasificar 6 equipos para disputar el Campeonato Nacional 1983.

## Incorporados y relegados
| Pos.  | Clasificados del Regional 1982 |
| ----- | ------------------------------ |
| Gr. 1 | Mariano Moreno                 |
| Gr. 2 | General Roca                   |
| Gr. 3 | Independiente Rivadavia        |
| Gr. 4 | Concepción (BRS)               |
| Gr. 5 | Estudiantes (SdE)              |
| Gr. 6 | Renato Cesarini                |
| Gr. 7 | Guaraní Antonio Franco         |

| Relegados del Nacional 1982 |
| --------------------------- |

| Incorporados de las ligas regionales                                         |
| ---------------------------------------------------------------------------- |
| Setenta y dos (72) equipos ganadores de las plazas de sus ligas respectivas. |

## Sistema de disputa
Los participantes fueron divididos en seis grupos:
- En el Grupo 1, fueron divididos en 4 zonas, donde se enfrentaron bajo el sistema de todos contra todos a 2 ruedas. El ganador de cada zona accedió a la fase final, donde se enfrentaron bajo el sistema de todos contra todos a 2 ruedas.
- En los grupos restantes, fueron divididos en 2 zonas, donde se enfrentaron bajo el sistema de todos contra todos a 2 ruedas. El ganador de cada zona accedió a la fase final, donde se enfrentaron a 2 partidos.

Los 6 ganadores clasificaron al Campeonato Nacional.

## Equipos participantes

### Buenos Aires
| Equipo           | Ciudad                     |
| ---------------- | -------------------------- |
| Alvarado         | Mar del Plata              |
| Barracas         | Colón                      |
| Belgrano         | Zárate                     |
| Bragado          | Bragado                    |
| Círculo Italiano | Campana                    |
| Douglas Haig     | Pergamino                  |
| El Linqueño      | Junín                      |
| Florencio Varela | Chivilcoy                  |
| Huracán          | Tres Arroyos               |
| Independiente    | Bolívar                    |
| Independiente    | General Juan Madariaga     |
| Independiente    | Necochea                   |
| Independiente    | Tandil                     |
| La Plata         | La Plata                   |
| Loma Negra       | Olavarría                  |
| Maderense        | Pehuajó                    |
| Olimpo           | Bahía Blanca               |
| Paraná           | San Pedro                  |
| Regatas          | San Nicolás de los Arroyos |
| Tapalque         | Azul                       |
| Vélez Sarsfield  | Mercedes                   |

### Jujuy
| Equipo             | Ciudad                        |
| ------------------ | ----------------------------- |
| Atlético Cuyaya    | San Salvador de Jujuy         |
| Deportivo Ficoseco | El Carmen                     |
| Atlético Ledesma   | Libertador General San Martín |

### Salta
| Equipo        | Ciudad     |
| ------------- | ---------- |
| Central Norte | Salta      |
| Tabacal       | El Tabacal |

### Santa Cruz
| Equipo      | Ciudad        |
| ----------- | ------------- |
| Las Heras   | Caleta Olivia |
| San Lorenzo | Río Gallegos  |

## Grupo 1

### Zona 1
| Pos. | Equipo       | Pts. | J | G | E | P | GF | GC | DG  |
| ---- | ------------ | ---- | - | - | - | - | -- | -- | --- |
| 1°   | Douglas Haig | 12   | 8 | 6 | 0 | 2 | 23 | 7  | 16  |
| 2°   | El Linqueño  | 11   | 8 | 5 | 1 | 2 | 14 | 10 | 4   |
| 3°   | Paraná (SP)  | 9    | 8 | 4 | 1 | 3 | 12 | 10 | 2   |
| 4°   | Barracas (C) | 4    | 8 | 2 | 0 | 6 | 10 | 18 | -8  |
| 5°   | San Nicolas  | 4    | 8 | 2 | 0 | 6 | 6  | 20 | -14 |

|  | Clasificó a la Fase final. |

### Zona 2
| Pos. | Equipo              | Pts. | J | G | E | P | GF | GC | DG  |
| ---- | ------------------- | ---- | - | - | - | - | -- | -- | --- |
| 1°   | Florencio Varela    | 17   | 8 | 7 | 3 | 0 | 15 | 4  | 11  |
| 2°   | Belgrano (Z)        | 14   | 8 | 7 | 0 | 3 | 23 | 17 | 6   |
| 3°   | Vélez Sarsfield (M) | 13   | 8 | 5 | 3 | 2 | 20 | 11 | 9   |
| 4°   | Círculo Italiano    | 6    | 8 | 3 | 0 | 7 | 9  | 13 | -4  |
| 5°   | La Plata FC         | 6    | 8 | 3 | 0 | 7 | 11 | 19 | -8  |
| 6°   | Bragado             | 4    | 8 | 1 | 2 | 7 | 9  | 23 | -14 |

|  | Clasificó a la Fase final. |

### Zona 3
| Pos. | Equipo            | Pts. | J | G | E | P | GF | GC | DG  |
| ---- | ----------------- | ---- | - | - | - | - | -- | -- | --- |
| 1°   | Loma Negra        | 15   | 8 | 7 | 1 | 0 | 24 | 6  | 18  |
| 2°   | Olimpo            | 13   | 8 | 6 | 1 | 1 | 18 | 9  | 9   |
| 3°   | Huracán (TA)      | 6    | 8 | 2 | 2 | 4 | 15 | 22 | -7  |
| 4°   | Independiente (B) | 5    | 8 | 2 | 1 | 5 | 10 | 14 | -4  |
| 5°   | Maderense         | 1    | 8 | 0 | 1 | 7 | 7  | 23 | -16 |

|  | Clasificó a la Fase final. |

### Zona 4
| Pos. | Equipo             | Pts. | J | G | E | P | GF | GC | DG  |
| ---- | ------------------ | ---- | - | - | - | - | -- | -- | --- |
| 1°   | Alvarado           | 14   | 8 | 7 | 0 | 1 | 20 | 5  | 15  |
| 2°   | Independiente (T)  | 11   | 8 | 5 | 1 | 2 | 14 | 6  | 8   |
| 3°   | Independiente (GM) | 8    | 8 | 4 | 0 | 4 | 12 | 15 | -3  |
| 4°   | Independiente (Ne) | 4    | 8 | 1 | 2 | 5 | 10 | 17 | -7  |
| 5°   | Tapalqué           | 3    | 8 | 1 | 1 | 6 | 6  | 19 | -13 |

|  | Clasificó a la Fase final. |

## Fase final

### Grupo 1
| Pos. | Equipo           | Pts. | J | G | E | P | GF | GC | DG |
| ---- | ---------------- | ---- | - | - | - | - | -- | -- | -- |
| 1°   | Loma Negra       | 9    | 6 | 4 | 1 | 1 | 10 | 3  | 7  |
| 2°   | Alvarado         | 6    | 6 | 3 | 0 | 3 | 7  | 9  | -2 |
| 3°   | Douglas Haig     | 5    | 6 | 2 | 1 | 3 | 8  | 9  | -1 |
| 4°   | Florencio Varela | 4    | 6 | 2 | 0 | 4 | 3  | 7  | -4 |

|  | Loma Negra clasificó al Nacional 1983. |

### Grupo 2
| Zona 1           | Global | Zona 2     |
| ---------------- | ------ | ---------- |
| San Lorenzo (RG) | 0 - 2  | Santa Rosa |

|  | Santa Rosa clasificó al Nacional 1983. |

### Grupo 3
| Zona 1           | Global | Zona 2 |
| ---------------- | ------ | ------ |
| Estudiantes (SL) | 2 - 2  | Andino |

|  | Andino clasificó al Nacional 1983. |

### Grupo 4
| Zona 1           | Global | Zona 2        |
| ---------------- | ------ | ------------- |
| Concepción (BRS) | 3 - 2  | Central Norte |

|  | Concepción (BRS) clasificó al Nacional 1983. |

### Grupo 5
| Zona 1         | Global | Zona 2                 |
| -------------- | ------ | ---------------------- |
| Chaco For Ever | 3 - 2  | Guaraní Antonio Franco |

|  | Chaco For Ever clasificó al Nacional 1983. |

### Grupo 6
| Zona 1          | Global | Zona 2              |
| --------------- | ------ | ------------------- |
| Renato Cesarini | 1 - 1  | Atlético de Rafaela |

|  | Renato Cesarini clasificó al Nacional 1983. |